# Glorijet maršala Marmonta
Glorijet maršala Marmonta u gradiću Trogiru, Ulica hrvatskih mučenika zaštićeno kulturno dobro.

## Opis dobra
Marmontov glorijet nalazi se na predjelu Batarija odnosno na krajnjem dijelu trogirskog otočića, između kaštela Kamerlengo i kule sv. Marka. Sagrađen je 1808. godine kao spomenik zahvalnosti Francuskoj. Građen je kamenim klesancima. Na kvadratnoj osnovi postavljeno je 6 dorskih stupova koji nose grede te tako tvore šesterokut. Uz grede su vidljivi i ostaci kamenih ploča nekad šatorastog krova. Na povišeni dio pristupa se stubama s istočne strane. U doba izgradnje glorijet je sa svih strana bio okružen morem, a s obalom je bio spojen mostićem.

## Zaštita
Pod oznakom Z-1407 zaveden je kao nepokretno kulturno dobro - pojedinačno, pravna statusa zaštićena kulturnog dobra, klasificirano kao "memorijalne građevine".